# Joelma (álbum)
Joelma é o álbum de estreia homônimo da cantora brasileira Joelma, lançado em 29 de abril de 2016 através da Universal Music. Após sua separação tumultuosa com o guitarrista Ximbinha e o anúncio do fim das atividades da banda que formava com o ex-marido, a Banda Calypso, em agosto de 2015, Joelma começou a trabalhar em seu álbum de estreia em carreira solo. Com a produção executiva da própria intérprete, o projeto foi gravado entre 2015 e 2016 nos estúdios Somax, em Recife, sendo produzido por Tovinho em conjunto com Joelma. Musicalmente, incorpora uma variedade de estilos musicais, mas mantém as raízes da artista, contendo gêneros como brega pop, reggaeton, zouk, arrocha, pop rock, bachata, soca e merengue, com letras que falam sobre decepção, traição, fim de relacionamento, superação e fé – temas condizentes com os últimos acontecimentos na vida de Joelma. Os três filhos da cantora são os únicos convidados do projeto, e participam da faixa "O Amor de Deus".
Joelma conta com 14 faixas, das quais duas são em espanhol – "Te Quiero" e "Pa'lante – e três foram lançadas como singles, sendo elas "Voando pro Pará", "Ai Coração" e "Não Teve Amor". A divulgação do álbum aconteceu de diversas formas, incluindo apresentações ao vivo em programas de televisão como Encontro com Fátima Bernardes, Xuxa Meneghel, Eliana, Programa da Sabrina, Sabadão com Celso Portiolli, The Noite com Danilo Gentili, Legendários, Gugu e Programa do Porchat, além de ingressar na Tour Avante, que percorreu o Brasil entre 2016 e 2018, passando ainda por Cabo Verde e Portugal. O projeto obteve análises mistas por parte da mídia especializada, que elogiou a variedade de gêneros musicais presente em sua sonoridade e descreveu a obra como "um atestado de superação da cantora que nunca teve medo de encarar preconceitos com seu estilo e costumes". O álbum alcançou a segunda posição na parada de discos da Pro-Música Brasil (PMB).

## Antecedentes
Em 1999, Joelma formou com o guitarrista Ximbinha, seu então marido, a Banda Calypso, que lançou 13 álbuns de estúdio e 10 álbuns ao vivo, vendendo mais de 20 milhões de cópias. Em 19 de agosto de 2015, a assessoria de imprensa da banda anunciou a separação conjugal de Joelma e Ximbinha. No mesmo mês, numa participação no Programa da Sabrina, a cantora anunciou o fim das atividades em conjunto com o guitarrista e que seguiria a carreira como artista solo: "[...] vou deixar a Calypso. Seguirei meus compromissos até dezembro e, depois, vou seguir minha carreira solo. Mas no mesmo estilo [...] É uma carreira solo, mas costumo dizer que nunca estou só." Em 31 de dezembro de 2015, Joelma realizou, sem a presença de Ximbinha, o último show da Banda Calypso em Macapá.
Sobre o fim da banda e a decisão de seguir carreira solo, Joelma disse que a principal diferença que percebeu foi ter tomado "as rédeas de tudo": "Eu estava acomodada, sempre todo mundo dirigindo meu trabalho e minha vida. Agora, renasceu uma Joelma que eu pensei que não existia mais, aquela lá do início. Me surpreendi comigo mesma." A aceitação dos fãs se mostrou uma surpresa para a cantora, que acredita ter conseguido o maior número de fã-clubes após o fim da banda: "99% dos fã-clubes da [...] Calypso migraram para Joelma. Foi uma surpresa muito boa, não esperava, fiquei muito feliz porque isso me levantou mais rápido e me fez esquecer o passado." Além dos fãs, toda a equipe técnica da Banda Calypso, incluindo dançarinos e músicos, seguiram Joelma em sua carreira solo.

## Desenvolvimento
Sobre o processo de concepção do álbum, Joelma comentou:
"Deu muito trabalho, exigiu muita dedicação. Eu me envolvi de verdade, vi os arranjos, mudei algumas coisas. Neste momento, esse disco é o meu tudo porque é meu primeiro solo."
Em entrevista para o Universo Online, a cantora disse que não pretendia se envolver diretamente na criação do repertório do disco, mas resolveu intervir quando passou a receber muitas canções "dor de cotovelo": "Pedi músicas mais alegres para os compositores. Neste disco, eu queria falar de coisas positivas." Para Joelma, é importante evidenciar o empoderamento feminino na música; a maioria das letras do álbum aborda a superação da mulher depois de um relacionamento abusivo – bastante condizente com os últimos acontecimentos na vida de Joelma. Das 14 faixas, dez são sobre o tema. O projeto foi gravado entre o final de 2015 e o início de 2016 nos estúdios Somax, em Recife, sendo produzido por Tovinho e a própria intérprete. A sonoridade do álbum incorpora elementos de uma variedade de gêneros musicais, mas mantém as raízes de Joelma: "Eu misturei muitos ritmos nesse disco [...] mas sem fugir da raiz, que é o que eu amo fazer. Meu produtor queria ir mais para um lado mais pop, mas eu não deixei, disse que a gente podia passear pelos estilos".

### Estrutura musical e letras
O álbum Joelma começa com "Não Teve Amor", uma fusão de brega pop e arrocha que fala sobre o fim de um relacionamento. Fãs e jornalistas especularam que a canção poderia ser referência à sua separação de Ximbinha. "Chora Não Coração" contém influências de reggaeton e também foi notada como uma referência ao ex-marido. "Se Vira Aí" é influenciada pelo zouk e "afirma que quem saiu perdendo na convivência foi o outro lado". Para Vinícius Cunha, do Gshow, a letra da canção "caberia perfeitamente em música dos sertanejos Henrique & Juliano e Jorge & Mateus". "Game Over" é um brega pop com uma "letra que ressalta o fim de uma relação e o fim do jogo" e "serve bem para ilustrar o novo momento de Joelma". "Ai Coração" é uma balada que segue o mesmo estilo de "Não Teve Amor", mas com uma letra reforçando solidão. O portal Metrópoles descreveu a canção como "uma tremenda dor de cotovelo, no melhor estilo sofrência". "Barca Furada" é uma regravação do álbum Vem Balançar! (2010) da Banda Calypso, que teve seu arranjo modificado e se tornou uma balada com sonoridade influenciada pelo arrocha.
"Debaixo do Mesmo Céu" é uma balada brega pop com letra reforçando sofrimento, enquanto a balada pop rock "Tarde Demais" fala sobre "um amor que acabou". "Te Quiero" é uma canção em espanhol e apresenta uma sonoridade influenciada pela bachata. Em "Voando pro Pará", um brega pop com toques de tecnobrega, Joelma destaca o afeto pelo seu estado natal e cita diversos pontos turísticos de Belém, como o Mercado Ver-o-Peso e o Mangal das Garças, além de citar pratos típicos como tacacá, pupunha e açaí. "A Página Virou" é influenciada pela soca e fala sobre "seguir em frente". Vinícius Cunha, do Gshow, descreve a canção como um "encontro inusitado do repertório do Calypso com “A Roda”, de Sarajane". Assim como a faixa anterior, "Pa'lante" também fala sobre superação e é a segunda canção em espanhol do álbum, com influências de merengue em sua sonoridade. "Tua Face", única faixa escrita por Joelma, é um rock cristão com "riffs marcantes de guitarra". Em "O Amor de Deus", o segundo rock cristão do disco, a cantora divide os vocais com os filhos Yago, Yasmin e Natália. Nas palavras de Joelma, a canção "fala do amor de Deus em todas as áreas da vida, na família, nos amigos e no trabalho".

## Capa e encarte

Joelma como super-heroína no encarte do álbum

Em 23 de fevereiro de 2016, uma arte postada por Joelma em suas contas nas redes sociais foi divulgada como a capa do álbum. Na arte, a cantora usa um longo vestido preto com fenda na perna esquerda e uma sandália gladiadora. A capa definitiva do álbum apresenta uma fotografia de Joelma e, ao fundo, um cartum da intérprete como uma super-heroína de história em quadrinhos, desenhado por Carlos Paul. Joelma revelou que a inspiração para usar a temática das histórias em quadrinhos no encarte do disco veio dos fãs, que a chamavam de "heroína" após sua separação tumultuosa com Ximbinha. Inicialmente, a ideia não foi aceita pela cantora. A arte foi iniciativa da sua equipe de marketing: "Os meninos com quem trabalho queriam que eu fizesse outro ensaio fotográfico, mas eu estava sem tempo. Eles sugeriram então de fazer estes desenhos." O logotipo apresenta uma bota com uma coroa no lugar da letra L do nome da cantora, uma referência às botas usadas por ela que viraram sua marca registrada.

## Singles
"Voando pro Pará" foi lançada como o primeiro single do álbum em 9 de dezembro de 2015. A canção foi gravada e lançada em homenagem aos 400 anos de Belém, capital do Pará, completados em 12 de janeiro de 2016. Foi usada em uma campanha institucional da Rede Liberal, afiliada da TV Globo no Pará, para celebrar os 400 anos de Belém. O segundo single, "Ai Coração", foi lançado em 21 de janeiro de 2016. A faixa foi alvo de acusação de plágio pela cantora Jade, que lançou a mesma música um dia antes e informou que já havia gravado a canção em 2015 com o título de "Solidão", em um álbum produzido por Ximbinha, o que fez com que os fãs de Joelma acusassem o ex-marido da cantora de tentar boicotar sua estreia em carreira solo. O compositor da música, Louro Santos, negou ter autorizado a gravação de Jade e pediu que retirasse a faixa de circulação, reforçando que cedeu a obra apenas para Joelma.
Uma semana depois, no dia 28 do mesmo mês, "Não Teve Amor" foi lançada como o terceiro single, junto com um videoclipe postado no canal da artista no YouTube. "Não Teve Amor" ainda alcançou o topo da parada Viral 50 do Spotify brasileiro. "Debaixo do Mesmo Céu" tornou-se um single promocional em 8 de julho de 2016, acompanhada por um videoclipe que apresenta Joelma interpretando a canção em um castelo. O vídeo alcançou o topo da parada de videoclipes da iTunes Store mundial poucas horas após o lançamento.

## Lançamento e promoção
Em 31 de março de 2016, Joelma divulgou o álbum pela primeira vez no Encontro com Fátima Bernardes, onde apresentou "Ai Coração", "Voando pro Pará" e "Não Teve Amor". Em 4 de abril, a apresentadora Xuxa recebeu a cantora em seu programa, onde cantou "Não Teve Amor", "Voando pro Pará" e um medley de "Doce Mel", "Cúmbia do Amor" e "Dudu". Ela apareceu no programa da apresentadora Eliana em duas ocasiões: a primeira ocorreu em 10 de abril de 2016, concedendo entrevista; a segunda foi em 25 de dezembro, onde interpretou "Não Teve Amor" e "Voando pro Pará". Em 13 de abril, compareceu ao Programa do Ratinho, onde interpretou "Não Teve Amor" e "Voando pro Pará", além de cantar "Quem Ama Não Deixa de Amar" com Amado Batista. Joelma apareceu no Programa da Sabrina em três ocasiões: a primeira ocorreu em 16 de abril de 2016, na qual cantou "Voando pro Pará", "Não Teve Amor" e o medley de "Doce Mel", "Cúmbia do Amor" e "Dudu"; a segunda foi em 1⁰ de outubro, onde interpretou as duas primeiras canções; 
a terceira em 10 de dezembro, desta vez sendo entrevistada. Em 23 de abril, compareceu ao Sabadão com Celso Portiolli, onde cantou os seus maiores sucessos, incluindo "Ai Coração", "Não Teve Amor" e "Voando pro Pará". O álbum Joelma foi lançado em 29 de abril de 2016.
Em 5 de maio, a cantora esteve no The Noite com Danilo Gentili, concedendo entrevista e se apresentando com "Não Teve Amor". Três dias depois, ela apareceu no Hora do Faro, sendo entrevistada e se apresentando com "Ai Coração", "Não Teve Amor", "Voando pro Pará" e "O Amor de Deus" com seus três filhos. Joelma apareceu no Legendários em duas ocasiões: a primeira ocorreu em 28 de maio de 2016, sendo entrevistada e se apresentando com "Não Teve Amor", "Voando pro Pará", "Game Over" e "A Festa Começou"; a segunda foi em 17 de dezembro, na qual interpretou "Não Teve Amor". Em 28 de junho, foi uma das convidadas do Música Boa Ao Vivo, onde cantou os seus maiores sucessos, incluindo "Voando pro Pará" e "Não Teve Amor", além de canções de outros artistas. Em 6 de julho, o apresentador Gugu Liberato recebeu a cantora em seu programa, onde cantou "Não Teve Amor", "Voando pro Pará" e "Dançando Calypso". Em 29 de agosto, ela esteve no Programa do Porchat, concedendo entrevista e se apresentando com "Não Teve Amor". Em 25 de outubro, performou um medley de "Não Teve Amor" e "Voando pro Pará" na 23ª edição do Prêmio Multishow de Música Brasileira, realizado na Jeunesse Arena, no Rio de Janeiro. Em 20 de novembro, esteve no Domingo Show, onde interpretou um medley de "Game Over", "Ai Coração" e "Voando pro Pará". Em 4 de fevereiro de 2017, o apresentador Raul Gil recebeu Joelma em seu programa, onde interpretou "Ai Coração", "Voando pro Pará" e "Não Teve Amor".

### Tour Avante
Feita em suporte ao álbum, a Tour Avante percorreu o Brasil, Cabo Verde e Portugal, e teve início em 18 de março de 2016, em Goiânia, terminando em 20 de fevereiro de 2018, com um total de 116 shows. A turnê ainda serviu de base para o primeiro álbum ao vivo de Joelma, Avante (2017).

## Recepção da crítica
| Críticas profissionais | Críticas profissionais |
| Avaliações da crítica  | Avaliações da crítica  |
| Fonte                  | Avaliação              |
| ---------------------- | ---------------------- |
| Gshow                  | (Positiva)             |
| Notas Musicais         | [ 19 ]                 |

O álbum obteve análises mistas por parte dos críticos especializados, que elogiaram a variedade de gêneros musicais presente em sua sonoridade. Escrevendo para o Gshow, Vinícius Cunha analisou o disco positivamente e diz que "Joelma é um atestado de superação da cantora que nunca teve medo de encarar preconceitos com seu estilo e costumes", ressaltando que a obra "é uma carta aberta de uma mulher bem resolvida e disposta a conquistar o mundo mais uma vez". Em seu blog Notas Musicais, o crítico Mauro Ferreira deu duas estrelas de um total de quatro para o álbum e descreveu a obra como "trivial".

## Lista de faixas
Lista de faixas adaptadas do Apple Music e Tidal.
| N.º            | Título                                                                               | Compositor(es)                                            | Duração |  |
| 1.             | "Não Teve Amor"                                                                      | Juliano Tchula Marília Mendonça Rangel Castro             | 3:13    |  |
| 2.             | "Chora Não Coração"                                                                  | Marcibrom                                                 | 3:17    |  |
| 3.             | "Se Vira Aí"                                                                         | Cecílio Nena Zel Moreira                                  | 3:03    |  |
| 4.             | "Game Over"                                                                          | Edilson Morenno Glayse Dominguez                          | 3:18    |  |
| 5.             | "Ai Coração"                                                                         | Louro Santos Waldecy Moreno                               | 3:29    |  |
| 6.             | "Barca Furada"                                                                       | Santos                                                    | 3:26    |  |
| 7.             | "Debaixo do Mesmo Céu"                                                               | Tchula Mendonça Rodrigo Cavalheiro                        | 3:40    |  |
| 8.             | "Tarde Demais"                                                                       | Santos Moreno                                             | 3:33    |  |
| 9.             | "Te Quiero"                                                                          | Cesar Lemos Gianko Gómez Luis Enrique Mejía               | 3:33    |  |
| 10.            | "Voando pro Pará"                                                                    | Chrystian Lima Isac Maraial Nilk Oliveira Valter Serraria | 2:59    |  |
| 11.            | "A Página Virou"                                                                     | Abimael Gomes Leo Gomes                                   | 3:23    |  |
| 12.            | "Pa'lante"                                                                           | Lemos Jorge L. Piloto Karla Aponte                        | 3:32    |  |
| 13.            | "Tua Face"                                                                           | Joelma                                                    | 3:39    |  |
| 14.            | "O Amor de Deus" (com a participação de Yago Matos, Yasmin Mendes e Natália Sarraff) | Carlos Colla Michael Sullivan                             | 5:32    |  |
| Duração total: | Duração total:                                                                       | Duração total:                                            | 49:37   |  |

## Desempenho nas paradas musicais
| Parada musical (2016)      | Melhor posição |
| -------------------------- | -------------- |
| Brasil (Top Álbuns Brasil) | 2              |

## Extended play(EP)
Joelma é o extended play (EP) de estreia da cantora brasileira Joelma, lançado em 24 de março de 2016 através da Universal Music, como uma prévia do álbum homônimo. Em poucas horas, o EP chegou ao topo da iTunes Store brasileira.

### Lista de faixas
Lista de faixas adaptadas do Apple Music e Tidal.
| N.º            | Título           | Compositor(es)                                | Duração |  |
| 1.             | "Não Teve Amor"  | Juliano Tchula Marília Mendonça Rangel Castro | 3:13    |  |
| 2.             | "Se Vira Aí"     | Cecílio Nena Zel Moreira                      | 3:03    |  |
| 3.             | "Ai Coração"     | Louro Santos Waldecy Moreno                   | 3:29    |  |
| 4.             | "A Página Virou" | Abimael Gomes Leo Gomes                       | 3:23    |  |
| Duração total: | Duração total:   | Duração total:                                | 13:08   |  |

## Equipe e colaboradores
Todo o processo de elaboração de Joelma atribui os seguintes créditos:
- Joelma: vocais principais, produção executiva, produção, vocais de apoio (faixa 12)
- Tovinho: produção, teclados, mixagem
- Cesar Lemos: produção (faixa 9), baixo (faixas 9, 12), programação (faixa 9), sintetizador (faixa 9), saxofone alto (faixa 12), saxofone tenor (faixa 12), vocais de apoio (faixa 12)
- Joel Ramirez: produção (faixa 12), piano (faixa 12), teclados (faixa 12), percussão (faixa 12), tambor (faixa 12), conga (faixa 12), guira (faixa 12), djembê (faixa 12)
- Renato Santos: gravação
- Moisés Santana: gravação, mixagem
- Helio Rozenblit: masterização
- Diego Ramos: baixo
- Joel Rosario: baixo (faixa 12), saxofone alto (faixa 12), saxofone tenor (faixa 12)
- Raulzito: guitarra
- Paulinho Miúdo: guitarra (faixas 9, 12)
- Ian Marinho: guitarra (faixa 13)
- Adriano Japa: bateria
- Anderson Miranda: bateria (faixa 13)
- André Miau: percussão
- José Ripiquin: percussão (faixa 9)
- Jeremias Castro: violão
- Yago Matos: violão (faixa 14)
- Gilmar Black: saxofone
- Nilsinho Amarante: trombone
- Patricio Bonilla: trombone (faixa 12)
- Fabinho Costa: trompete
- Ernesto Núñez: trompete (faixa 12)
- Louis Richy: programação (faixa 9), sintetizador (faixa 9)
- Lígia Miranda: vocais de apoio
- Cláudia Lauterer: vocais de apoio
- Clayton Andrade: vocais de apoio
- Adrianna Foster: vocais de apoio (faixa 12)
- Yasmin Mendes: vocais participantes (faixa 14)
- Natália Sarraff: vocais participantes (faixa 14)
- Ricardo Santos: fotografia
- Fábio Nascimento: design gráfico
- André Margalho: design gráfico
- Carlos Paul: ilustrações